# Стрельцов, Дмитрий Викторович
Дми́трий Ви́кторович Стрельцо́в (род. 29 июня 1963, Москва) — российский востоковед, историк, политолог, специалист в области международных отношений и японоведения. Доктор исторических наук (2003), профессор. Главный редактор ежегодника «Япония» и электронного журнала «Японские исследования».

## Биография
Окончил Институт стран Азии и Африки при МГУ по специальности «История, японский язык» (1986). Кандидат исторических наук (ноябрь 1989 г.), тема диссертации: «Ядерная проблема во внешней политике Японии (80-е гг.)» (Институт востоковедения АН СССР). Доктор исторических наук (февраль 2003 г.), тема диссертации: «Система государственного управления Японии в послевоенный период (исторические и политологические аспекты)» (Институт востоковедения РАН). Профессор кафедры востоковедения (2013).
Научный сотрудник Института востоковедения РАН (1989-2022). Ведущий научный сотрудник Института Китая и современной Азии РАН (с 2020 г.) С 2008 года является профессором и заведующим кафедрой востоковедения Московского государственного института международных отношений (МГИМО-университета). В 2007—2008 гг. — профессор факультета государственного управления МГУ им. М. В. Ломоносова. В 2011—2013 гг. — профессор Российского государственного гуманитарного университета. С 2013 по 2016 год — профессор НИУ Высшая школа экономики.
В 1990-е — 2020-е гг. неоднократно приглашался в Японию (университеты Хосэй, Хитоцубаси, Кэйо, Токийский университет международных исследований, Университет Ниигаты и др.) в качестве приглашённого исследователя и приглашённого профессора. Специальный исследователь университета Окинава (2004—2009). Руководитель исследовательских проектов РГНФ «Внешнеполитические приоритеты послевоенной Японии в Азиатско-тихоокеанском регионе» (2013—2014) и «„Система 1955 года“: политическая власть в Японии в эпоху холодной войны» (2016—2018). Руководитель исследовательских грантов Российского научного фонда "Проблемы исторического прошлого в отношениях Японии со странами Восточной Азии и России. Уроки для России" (2019-2021) и "Нарративы «исторических обид» в официальном дискурсе и государственной политике стран Северо-Восточной Азии" (2023-2025). Получал исследовательские гранты The Japan Foundation Fellowship (2001—2002, 2010, 2017), Hosei University International Fund Foreign Scholars Fellowship (1992—1993).
С 2008 года — председатель Межрегиональной общественной организации «Ассоциация японоведов». Член Европейской ассоциации японоведения и Общества востоковедов России. Член экспертного совета и эксперт Российского фонда фундаментальных исследований, эксперт РНФ. Был главным редактором интернет-журнала «Японоведение в России». Входит в состав диссертационных советов Д 209.002.03 (исторические науки) и Д 209.002.02 (политические науки) МГИМО(У) МИД России.
Лауреат «Национальной экологической премии 2013» в номинации «За развитие экологического образования в России». Лауреат конкурса научных работ Российской ассоциации политической науки 2013 года в номинации «Научные работы: индивидуальная монография» (диплом II степени). Лауреат Премии Российской ассоциации международных исследований 2016 года лучшим ученым-международникам в номинации «За лучшую монографию».
Награждён медалью ордена «За заслуги перед Отечеством» II степени (2016).

## Научная деятельность
С 1990-х годов развивает самостоятельное направление современного японоведения, связанного с изучением опыта перестройки политической системы Японии в постиндустриальную эпоху. Основная сфера научных интересов — фундаментальные проблемы послевоенной истории Японии, внутриполитические, внешнеполитические и социально-экономические проблемы современной Японии. Выявил особенности японской системы государственного регулирования, показал специфические черты японской модели парламентаризма и партийно-политической системы послевоенного периода, провел всестороннее исследование опыта Японии в реализации государственной политики в сфере энергосбережения. Занимается изучением проблем международной безопасности и экономической интеграции в АТР, теоретических и прикладных проблем внешней политики России в Восточной Азии.
Инициатор и организатор конференций по актуальным проблемам политического и социально-экономического развития современной Японии.

## Публикации
Авторские монографии
- Современный японский парламент. М.: Наука, 1994. — 199 с.
- Система государственного управления в Японии в послевоенный период. М., МАКС-пресс, 2002. — 304 с.
- Япония как «зеленая сверхдержава». М., Издательство «МГИМО-Университет», 2012. — 212 с.
- Япония: Политическая модернизация эпохи Хэйсэй. М., АЙРО-XXI, 2013. — 296 с. (Рецензия: Панов А. Н. Дмитрий Стрельцов о модернизации Японии в эпоху глобализации // Полис. Политические исследования. 2014. № 2. С. 175—178.)
- Внешнеполитические приоритеты Японии в АТР. М., Издательская фирма Восточная литература РАН, 2015. (Рецензия: Кистанов В. О. Стрельцов Д. В. Внешнеполитические приоритеты Японии в Азиатско-Тихоокеанском регионе// Проблемы Дальнего Востока. 2016. № 5. С. 281—285).
- История внешней политики Японии 1868—2018 гг. (совместно с А. Н. Пановым и К. О. Саркисовым). М.: Международные отношения, 2019.
- «Система 1955 года»: внешняя и внутренняя политика Японии эпохи холодной войны. М., Восточная литература, 2019.

Переводы с японского языка
- Нобуо Симотомаи «Ким Ир Сен и Кремль. Северная Корея эпохи холодной войны (1945—1961)». М., Издательство «МГИМО-Университет». 2010.
- Симидзу Кунио. Актёрская гримерная // Сборник современных японских пьес. Омск; Изд-во Омск. гос. ун-та, 2006. С. 153—201 (совместно с Асано Сабуро).

Учебники и учебные пособия (ответственный редактор и соавтор)
- Политическая система современной Японии. Учебное пособие / под ред. Д. В. Стрельцова. М.: Аспект Пресс. 2013. (Рецензия: Лунев С. И. Япония между Востоком и Западом // Вестник МГИМО-университета. 2013. № 1. С.281-285).
- Россия и страны Востока в постбиполярный период. Учебное пособие / под ред. Д. В. Стрельцова. М.: Аспект Пресс, 2014.
- История Японии. Учебник / под ред. Д. В. Стрельцова. М.: Аспект Пресс, 2015. (Рецензия: Дацышен В. Г. Важное событие в истории российской японистики // Вестник МГИМО-университета. 2015. № 3. С. 300—302).
- История стран Азии и Африки после Второй мировой войны: учебник для академического бакалавриата в 2 чч. / под ред. С. И. Лунева и Д. В. Стрельцова. 2-е изд. М: Юрайт, 2018.
- Внешнеполитический процесс на Востоке. Учебное пособие / под ред. Д. В. Стрельцова. М.: Аспект Пресс, 2017. (Рецензия: Конышев В. Н., Сергунин А. А. Восток дело тонкое: армия в политических процессах стран Азии // Полис. Политические исследования. 2019. № 1. С. 182—191).
- Страны и регионы мира в мировой политике (в двух томах). Учебник / под ред. В. О. Печатнова и Д. В. Стрельцова. М.: Аспект Пресс, 2019.
- Политика безопасности стран современного Востока  (под редакцией профессора Д.В.Стрельцова). М:  Аспект-пресс, 2022. (Рецензия: Лексютина Я.В. Рецензия на учебное пособие: Политика безопасности стран современного Востока // Проблемы Дальнего Востока. 2022. №1 С.192-194).
- Политическая система современной Японии (под ред. Д.В.Стрельцова). Учебник. М.: Аспект Пресс, 2025.

Редактор коллективных монографий и сборников статей
- Япония в Азиатско-тихоокеанском регионе / под ред. Д. В. Стрельцова. М., Издательская фирма «Восточная литература», 2009.
- Япония после смены власти / под ред. Д. В. Стрельцова. М., Издательская фирма «Восточная литература», 2011.
- Внешнеполитический процесс в странах Востока / под ред. Д. В. Стрельцова. М., Аспект пресс, 2011. (Рецензия: Егорин А. З. Страны Востока в современном меняющемся мире// Мировая экономика и международные отношения. 2011. № 11. С.105-110).
- Япония: экономика и общество в океане проблем / под ред. Д. В. Стрельцова. М., Издательская фирма «Восточная литература», 2012.
- Экологические проблемы стран Азии и Африки / (под ред. Д. В. Стрельцова и Р. А. Алиева. М., Аспект пресс, 2012.
- Территориальный вопрос в афро-азиатском мире / под ред. Д. В. Стрельцова. М., Аспект Пресс, 2013. (Рецензия: Романова И. А. Рецензия на монографию: «Территориальный вопрос в афро-азиатском мире» // Вестник Московского университета. Серия 13. Востоковедение. 2014. № 3. С.64-66.)
- Япония в поисках новой глобальной роли (под ред. Д. В. Стрельцова). М., Наука — Восточная литература, 2014.
- Российско-японские отношения в формате параллельной истории / под общ. ред. акад. А. В. Торкунова и проф. М. Иокибэ; науч. ред.: проф. Д. В. Стрельцов и доц. С. В. Гришачев. М.. МГИМО—Университет, 2015 (Рецензии: Мещеряков А. Н. Япония и Россия в объятиях пространства и времени // Полис. Политические исследования. 2016. № 3. С. 160—172; Gilbert Rozman. Russian Authors on the Korean Peninsula and on Japan in Joint Publications// The ASAN Forum. June 10, 2016. http://www. theasanforum. org/russian-authors-on-the-korean-peninsula-and-on-japan-in-joint-publications/)
- Современное российское японоведение: оглядываясь на путь длиною в четверть века / под ред. Д. В. Стрельцова. М.: АИРО-ХХI, 2015. (Рецензия: Киреева А. А. Серия изданий по Японии: история, внутренняя и внешняя политика, российско-японские отношения, японоведение в России // Сравнительная политика. 2017. Т. 8 № 1 (26) С.152-158).
- Социальный протест на современном Востоке / под ред. Д. В. Стрельцова. М.: Аспект Пресс, 2016. (Рецензия: Бектимирова Н. Н. Феномен социального протеста // Азия и Африка сегодня. 2018. № 1. С. 78-79).
- Японский феномен глазами российских японоведов / под ред. И. П. Лебедевой, А. Н. Мещерякова и Д. В. Стрельцова. М.: Аспект Пресс, 2018. (Рецензия: Гришачёв С. В. Снова о Стране чудес, или Двадцать лет спустя. Рецензия на коллективную монографию «Японский феномен глазами российских японоведов» // Японские исследования. 2018. № 3. С. 128—133. http://japanstudies(недоступная+ссылка). ru/images/js/2018/js_2018_3_128-133.pdf)
- Армии на современном Востоке / под ред. Д. В. Стрельцова. М.: Аспект Пресс, 2018. (Рецензия: Конышев В. Н., Сергунин А. А. Восток дело тонкое: армия в политических процессах стран Азии // Полис. Политические исследования. 2019. № 1. С. 182—191).
- Трансформация международных отношений в Северо-Восточной Азии и национальные интересы России / под ред. А. В. Торкунова, Д. В. Стрельцова. М.: Аспект Пресс, 2019. (Рецензия: Александр Лукин, Дмитрий Новиков. Регион в центре событий // Россия в глобальной политике. 2019. № 3. https://globalaffairs(недоступная+ссылка). ru/number/Region-v-tcentre-sobytii-20097).
- Япония в ретроспективе смены поколений / О. А. Добринская, Л. В. Жилина [и др.]; под редакцией Д. В. Стрельцова. М: Аспект Пресс, 2020. (Рецензия: Гришачев С.В. Nipponica Nova: Смена вех по-японски. Рецензия на коллективную монографию «Япония в ретроспективе смены поколений» под ред. Д.В. Стрельцова // Японские исследования. 2020. № 4. С. 137–142).
- Япония в эпоху великих трансформаций (под редакцией профессора Д. В. Стрельцова). М.: АИРО-ХХI. 2020. (Рецензия: Филиппов А. В., Османов Е. М. Начало XXI века: вызов обществу или Япония в новом мире. Рецензия на монографию «Япония в эпоху великих трансформаций» под ред. проф. Стрельцова Д. В.// Японские исследования. 2020. № 3. С.137-143).
- Проблемы исторического прошлого в отношениях Японии со странами-соседями (под редакцией профессора Д.В.Стрельцова). М:  Аспект-пресс, 2022.   (Рецензия: Панов А.Н. Рецензия на коллективную монографию «Проблемы исторического прошлого в отношениях Японии со странами-соседями»// Проблемы Дальнего Востока. 2022. №2. С 191-193).
- «Азиатский поворот» в российской внешней политике: Достижения, проблемы, перспективы (под редакцией А.В.Торкунова, Д.В.Стрельцова, Е.В.Колдуновой). М:  Аспект-пресс, 2022.(Рецензии: Канаев Е. Российская политика в Азии в фокусе отечественных исследователей //Мировая экономика и международные отношения, 2022. Т. 66. №12. С. 133-138; Севастьянов С. В. Обзор монографии «Азиатский поворот» в российской внешней политике: Достижения, проблемы, перспективы" (под ред. А. В. Торкунова, Д. В. Стрельцова, Е.В. Колдуновой) //Ойкумена. Регионоведческие исследования. 2022. № 3. С. 166–169).
- «Новая холодная война» в Азии. Глобальное и региональное измерение (под редакцией профессора Д.В.Стрельцова). М.: Аспект Пресс, 2025.

Автор статей, глав и разделов в коллективных трудах «Япония 2000: консерватизм и традиционализм» (М., 2000), «Япония и современный мировой порядок» (М., 2002), «Япония без предвзятостей» (М., 2003), «Россия и Япония: соседи в новом тысячелетии» (М., 2004), «Политические системы и политические культуры Востока» (М., 2007), «Япония, открытая миру» (М., 2007), «Глобальные вызовы — японский ответ» (М., 2008), «„Большая Восточная Азия“: мировая политика и региональные трансформации» (М., 2010), « Япония: полвека правления либерал-демократов» (М., 2010), «Элиты стран Востока» (М., 2011), «Япония: опыт модернизации» (М., 2011), « Глобальный мир: к новым моделям национального и регионального развития. Т. 1» (М., 2014), «Внешняя политика России. 1991—2016» (М., 2017), «Современные международные отношения: учебник» (М., 2017), «Современные международные отношения (1991-2020 гг.): Европа, Северо-Восточная Азия, Ближний Восток, Латинская Америка  (под ред. Б.Ф.Мартынова, Ю.В.Боровского, О.В.Шишкиной)» (М., 2021), "Великая Победа: историческая память и исторические уроки (под редакцией Б.Ф. Мартынова)"  (М., 2021).
Основные публикации на иностранных языках
- Росиа-но тайгайсэйсаку-но кокунайтэкиёин (на японском языке) (Внутренние факторы формирования российской внешней политики) // Хигасиадзиа-но росиа (Россия в Восточной Азии). Токио, Кэйодайгакусюппанкай, 2004. С. 179—202.
- The National Interests of Russia in the Asia Pacific Region (Chapter in a peer-reviewed monographic book) / G. Balachandran , R. Bhonsle, S. Lounev etc., ed. by Nivedita Das Kundu // India-Russia Strategic Partnership. Challenges and Prospects /) // New Delhi: Academic Foundation , 2010. — P.139-150.
- Political Parties in Disarray (Chapter in a peer-reviewed monographic book) / D. Streltsov, T. Inoguchi, W. Smirnov etc., ed. by Inoguchi Takashi // Japanese and Russian Politics. Polar Opposites or Something in Common? NY: Palgrave Macmillan, 2015. P. 33-52.
- The Complex of Victimization as a Part of Japan’s Postwar Identity // «Нихонисики»-номирай — гуробаризэсёнто «нихонисики» (Будущее «японского сознания»: глобализация и «японское сознание»). — Токио, 2015. — P. 133—148.
- Russian views of Japanese history [Electronic resource] // The ASAN Forum. 2016. July — August. Vol.4. No.4.
- Russia’s Approach to Japan under Vladimir Putin: A Strategic Perspective (Chapter in a monographic book)/ D. Blair, D. Bob, G. Rozman, ed. by Gilbert Rozman // Japan-Russia Relations: Implications for the U. S.-Japan Alliance. Washington DC, 2016. Sasakawa Peace Foundation USA, P. 51 — 60.
- Russo-Japanese Relations: A Skeptical View (Chapter in a monographic book) / H. Arai, J. D. J. Brown, O. Danilova etc., ed. Victoria Panova and Artyom Lukin// Russia and Japan. Looking together into the future. Vladivostok. Far Eastern Federal University, 2016. P. 24—32.
- Interdependence of Russo-Japanese Relations and Mutual Images of Japan and Russia / S. V. Chugrov, D. V. Streltsov // Japanese Journal of Political Science. 2017. Vol. 18. No. 1. P. 22-40.
- Social Protest in Postwar Japan: Types of Political Manifestation (Chapter in a peer-reviewed monographic book)/ C. Jones, D. Streltsov, M. Muller etc., ed. by Alive Pichettei// Protests and Riots: Past, Present and Future Perspectives. N-Y: Nova Science Publishers, 2018. P.21-46.
- Russia’s View on the International Security in Northeast Asia/ D. Streltsov, A. Kireeva, I. Dyachkov // The Korean Journal of Defense Analysis. 2018. Vol. 30. No. 1, March 2018. P. 115－134.
- A History of Russo-Japanese Relations. Over Two Centuries of Cooperation and Competition/ ed. by Dmitry Streltsov and Nobuo Shimotomai. Leiden ; Boston. Brill, 2019.
- Maverick of Japanese Politics in Cold War Era (commemorating the centenary of Yasuhiro Nakasone) [Electronic resource]// Russian Japanology Review. 2019. Vol.2. No.1. P.7-28.
- Reasons behind the Stability of Abe Administration [Electronic resource] // Silva Iaponicarum. — Summer/AutumnWinter/Spring 2018/2019. — Vol. 56/57/58/59. — P. 302-311.
- The Russian Vector of Japan’s Policy in the Arctic [Electronic resource] // Russian Japanology Review, 2021, 2, pp. 5-28.
- Conflicts in East Asia: How Are They Different from Europe’s? // Russia in Global Affairs. 2023. Vol. 21. 2 (82). P. 180-191.
- Handbook of Japan-Russia Relations  /ed. by Dmitry Streltsov, Kazuhiko Togo. Amsterdam University Press, 2024.
- Japan's Historical Disputes with Neighboring States. Russian Perspectives/ed. by Dmitry Streltsov. London: Routledge, 2025.
- The «Asian Turn» in Russian Foreign Policy Torkunov, A., Streltsov, D. & Koldunova, E. (eds.). Singapore: Palgrave Macmillan, 2024.